# L'Assassin royal
 (décembre 2023).
L'Assassin royal est une série de romans de Robin Hobb se déroulant dans un monde d'heroic fantasy. 
Ces romans sont séparés en trois cycles en langue originale anglaise : 
- The Farseer Trilogy (que l'on pourrait traduire par « la trilogie des Loinvoyant ») paru entre 1995 et 1997, chez Bantam Books ;
- The Tawny Man (soit « l'homme fauve » ou « l'homme doré ») paru entre 2002 et 2004, chez Bantam Books. ;
- The Fitz and The Fool Trilogy (que l'on pourrait traduire par « la trilogie de Fitz et du Fou »), paru entre 2014 et 2017, chez Del Rey Books.

Le premier cycle conte l'histoire de FitzChevalerie Loinvoyant depuis son apparition, à l'âge de six ans. L'existence de ce bâtard de sang royal est le « caillou » qui, en perturbant l'équilibre du royaume des Six-Duchés, va, à terme, faire dévier le cycle répétitif du destin. C'est d'abord un rude roman d'apprentissage de la vie, voire de la survie, dans les intrigues de la cour, sous la protection d'un maître d'écurie bourru et d'un vieux sage aussi secret que mystérieux, et avec l'amitié d'un loup et d'un étrange bouffon albinos ; puis un long voyage initiatique semé de pièges et de trahisons, où Fitz apprend à maîtriser ses deux magies, l'Art et le Vif, et s'engage dans la voie du sacrifice et du renoncement par fidélité à son roi et à la lignée des Loinvoyant.
Robin Hobb n'avait initialement pas prévu de suite à ce premier cycle et considérait les aventures de Fitz et de ses compagnons comme terminées. Elle écrit cependant, entre 1998 et 2000, une autre trilogie, The Liveship Traders (Les Aventuriers de la mer), qui se situe dans le même univers, mais ultérieurement, en des lieux et avec des personnages différents. Elle décide alors de donner une suite aux aventures de FitzChevalerie, sous la forme d'une nouvelle trilogie (sept volumes en français) entamée en 2001 et intitulée The Tawny Man dont les romans, reprenant la plupart des personnages du premier cycle, se situent chronologiquement après les Aventuriers de la mer et en intègrent des personnages. Fitz reprend du service pour sauver le prince héritier en faisant barrage aux Pie prêts à déclencher une guerre civile, puis participe à l'aventure finale où se résolvent les énigmes et se profile l'avenir qu'avait prophétisé le Fou.
Les deux premiers cycles ont été réédités par les éditions Pygmalion en quatre volumes entre 2000 et 2007 sous le titre La Citadelle des ombres.
Robin Hobb écrit ensuite une tétralogie intitulée Les Cités des Anciens dont l'intrigue commence après la fin des Aventuriers de la mer et du deuxième cycle de l'Assassin royal. L'éclosion des œufs de dragons puis l'installation des dragons et de leurs gardiens dans la cité Ancienne de Kelsingra est au cœur de cette série dont les romans sont parus entre 2009 et 2013.
Robin Hobb revient ensuite aux aventures de Fitz qu'elle clôture en écrivant une nouvelle trilogie intitulée en anglais The Fitz and the Fool Trilogy et Le Fou et l'Assassin en version française. Les évènements qui y sont relatés se déroulent dix ans après l'épilogue de The Tawny Man et suivent la fin des  Cités des Anciens. Les trois romans sont publiés entre 2014 et 2017. La numérotation de l'édition française ne prend pas la suite du treizième tome de L'Assassin royal.

## Résumé

### Premier cycle
Dans un monde différent du nôtre, un univers médiéval-fantastique de rois, de guerriers, de pirates et de chevaliers, le peuple est en paix. Heureux, malgré les assauts occasionnels des Pirates rouges sur leurs côtes. Mais voilà qu'on découvre le jeune Fitz, fils bâtard de Chevalerie, prince-héritier de la famille royale des Loinvoyant. Il grandit sans père - Chevalerie abdique lorsqu'il apprend son existence -, à la garde de Burrich, maître des écuries… Le monde de la cour du roi, dans lequel il évolue, n'est pas sans danger : au milieu des complots et des trahisons, Fitz n'a souvent que peu de liberté. Il doit allégeance - et la vie sauve - au roi Subtil Loinvoyant, son grand-père…
Un jour, un mystérieux vieillard fait irruption dans sa vie et commence très vite sa formation d'assassin royal. Car Fitz n'est pas n'importe qui : il devient une arme au service du pouvoir, il est celui qui peut changer le monde par ses actions… C'est du moins ce que lui affirme l'étrange Fou, son ami. Mais Fitz est-il prêt à exécuter sans discuter des ordres qu'il ne comprend pas ? Fitz doit aussi apprendre à maîtriser ses deux magies. La première est autorisée, louée, même si elle entraîne une dépendance : c'est l'Art. La seconde doit rester cachée, car elle est honteuse, et ses détenteurs souvent poursuivis et exécutés par le peuple : il s'agit du Vif, qui lui permet d'établir des liens privilégiés avec les animaux.
Très vite, d'autres questions se posent. Comment faire comprendre au roi que son fils préféré, Royal, le trahit ? Et Fitz peut-il aimer Molly, son amie d'enfance, même si la raison s'y oppose ? Au même moment, grandit sur les côtes la menace des Pirates rouges venus du nord, des hommes sanguinaires qui détruisent tout sur leur passage, et qui laissent derrière eux des hommes qui sont à peine plus que des animaux, privés de tout sentiment… Comment mettre fin à ces massacres ? Le jeune homme devra apprendre à garder sa place au sein d'une société qui peut aussi bien l'idolâtrer que le haïr, l'aider ou le tuer.

### Deuxième cycle
Quinze ans après les aventures narrées dans le premier cycle, Fitz mène une vie tranquille loin de la cour et de tous. Il a adopté un jeune garçon, Heur, dont le prénom, donné par sa mère, est le diminutif de malheur (dans certains tomes, ce prénom devient Cal, diminutif de calamité). Son amie la ménestrel vient le voir de temps à autre… Il reçoit un jour la visite de Umbre, son ancien maître assassin, puis celle pour le moins inattendue du Fou… Les Six-Duchés sont à l'aube d'une nouvelle crise. Possesseur de la magie du Vif à l'insu de tous (cette magie étant toujours haïe), le prince héritier Devoir a été enlevé par les Pie, des personnes qui possèdent cette magie et prétendent appliquer leur vengeance sur ceux qui ont persécuté les leurs par tous les moyens, même ceux contraires à la tradition du Lignage (nom que se sont octroyés ceux possédant la magie du Vif). Cette quête s'enchaînera par un voyage dans les îles afin de consolider la paix entre le royaume des Six-Duchés et les clans des îles.
Or Fitz a vieilli et s'est coupé de presque tous ceux qu'il aime, pensant ainsi garantir leur bonheur et leur sécurité. Comment revenir dans le monde des intrigues et du paraître qu'est la cour royale ? D'autant que Fitz est officiellement mort, bien que de nombreuses rumeurs courent sur la possible résurrection du « Bâtard-au-Vif »…

### Troisième cycle
Il débute dix ans plus tard : Fitz et Molly, mariés depuis huit ans, vivent tranquillement à Flétribois. Mais lors d'une Fête de l'Hiver, arrivent trois inconnus se disant ménestrels qui disparaissent dans une tempête de neige, probables assassins d'une messagère qui attendait Fitz pour lui remettre un message. Sont-ils envoyés par le Fou dont Fitz n'a jamais eu de nouvelles, alors que Jofron, du royaume des Montagnes en a reçues ? Fitz est inquiet : Molly a cinquante ans et tout le monde la croit folle car, pendant deux ans, elle affirme être enceinte… et voilà qu'elle donne naissance à une minuscule petite fille blonde aux yeux bleus, qu'elle prénomme Abeille.
Abeille, longtemps muette et que tout le monde croit stupide, grandit très lentement sous la tutelle de Molly, mais, lorsque celle-ci meurt, Fitz et sa fille doivent apprendre à s'apprivoiser et vivre ensemble. Il espère protéger cette fillette aux dons étranges en se terrant à Flétribois, où Umbre lui demande d'accueillir Évite, bâtarde Loinvoyant en danger.
Abeille découvre peu à peu le passé de son père et l'aide à brûler secrètement le corps de la dernière messagère envoyée par le Fou et venue lui demander de chercher « le fils inattendu », avant de mourir de ses blessures. Abeille est une enfant spéciale. La hautaine Évite et le nouveau précepteur Lant (FitzVigilant, autre bâtard menacé envoyé par Umbre), la méprisent, mais elle comprend que son père, malgré ses maladresses, est son allié. Il lui apprend à se battre, un chat devient son ami et de nombreux rêves envahissent ses nuits, qu'elle note minutieusement dans un journal.
Le destin rattrape Fitz lorsque le Fou réapparaît sous les traits d'un mendiant aveugle qu'il poignarde quand il croit qu'il menace sa fille, avant de le reconnaître. Pendant qu'il l'emporte à Castelcerf pour tenter de le sauver, la terreur s'abat sur le domaine et Abeille, en laquelle ses ravisseurs croient reconnaître le « fils inattendu », est enlevée en compagnie d'Évite. Leurs ravisseurs sont connus du Fou, qui malgré Fitz va essayer de sauver « leur fille ». Abeille et Évite doivent se soutenir alors qu'elles se retrouvent face à une magie stupéfiante... 

## Titres et parution

### Romans
Après la parution de L'Apprenti assassin, qui correspond au premier tome de la première trilogie (Assassin's Apprentice), les tomes anglais suivants, nettement plus volumineux, ont été découpés en deux ou trois volumes en français, pour en équilibrer la taille (la traduction française utilise plus de signes que l'original anglais), répartir la traduction dans la durée, et, en étalant les éditions, permettre des sorties plus régulières. Les titres français peuvent avoir été proposés par le traducteur, Arnaud Mousnier-Lompré, mais relèvent du choix de l'éditeur.
| N° éd. française              | Titre français            | Titre original            | Parution originale        | Parution française        | Parution format poche     | La Citadelle des ombres / Le Fou et l'Assassin | L'Intégrale format poche         |
| Cycle de l'Assassin royal     | Cycle de l'Assassin royal | Cycle de l'Assassin royal | Cycle de l'Assassin royal | Cycle de l'Assassin royal | Cycle de l'Assassin royal | Cycle de l'Assassin royal                      | Cycle de l'Assassin royal        |
| ----------------------------- | ------------------------- | ------------------------- | ------------------------- | ------------------------- | ------------------------- | ---------------------------------------------- | -------------------------------- |
| 1                             | L'Apprenti assassin       | Assassin's Apprentice     | 1995                      | 17 décembre 1998          | 22 février 2001           | Tome 1 : mars 2000                             | 1re époque, 1 : 2 avril 2014     |
| 2                             | L'Assassin du roi         | Royal Assassin            | 1996                      | 5 février 1999            | 30 septembre 2001         | Tome 1 : mars 2000                             | 1re époque, 1 : 2 avril 2014     |
| 3                             | La Nef du crépuscule      | Royal Assassin            | 1996                      | 16 septembre 1999         | 31 janvier 2002           | Tome 1 : mars 2000                             | 1re époque, 1 : 2 avril 2014     |
| 4                             | Le Poison de la vengeance | Assassin's Quest          | 1997                      | 20 mars 2000              | 31 mai 2002               | Tome 2 : mars 2001                             | 1re époque, 2 : 1er octobre 2014 |
| 5                             | La Voie magique           | Assassin's Quest          | 1997                      | 13 juin 2000              | 4 octobre 2002            | Tome 2 : mars 2001                             | 1re époque, 2 : 1er octobre 2014 |
| 6                             | La Reine solitaire        | Assassin's Quest          | 1997                      | 8 novembre 2000           | 10 février 2003           | Tome 2 : mars 2001                             | 1re époque, 2 : 1er octobre 2014 |
| Cycle du Prophète blanc       |                           |                           |                           |                           |                           |                                                |                                  |
| 7                             | Le Prophète blanc         | Fool's Errand             | 2001                      | 10 mars 2003              | 8 octobre 2004            | Tome 3 : 8 mars 2005                           | 2e époque, 1 : 4 février 2015    |
| 8                             | La Secte maudite          | Fool's Errand             | 2001                      | 9 mai 2003                | 13 janvier 2005           | Tome 3 : 8 mars 2005                           | 2e époque, 1 : 4 février 2015    |
| 9                             | Les Secrets de Castelcerf | The Golden Fool           | 2002                      | 3 novembre 2003           | 2 mai 2005                | Tome 3 : 8 mars 2005                           | 2e époque, 1 : 4 février 2015    |
| 10                            | Serments et Deuils        | The Golden Fool           | 2002                      | 5 mai 2004                | 1er février 2006          | Tome 4 : 10 janvier 2007                       | 2e époque, 2 : 28 octobre 2015   |
| 11                            | Le Dragon des glaces      | Fool's Fate               | 2003                      | 8 mars 2005               | 23 octobre 2006           | Tome 4 : 10 janvier 2007                       | 2e époque, 2 : 28 octobre 2015   |
| 12                            | L'Homme noir              | Fool's Fate               | 2003                      | 9 novembre 2005           | 11 mai 2007               | Tome 4 : 10 janvier 2007                       | 2e époque, 2 : 28 octobre 2015   |
| 13                            | Adieux et Retrouvailles   | Fool's Fate               | 2003                      | 15 février 2006           | 5 octobre 2007            | Tome 4 : 10 janvier 2007                       | 2e époque, 2 : 28 octobre 2015   |
| Cycle du Fou et de l'Assassin |                           |                           |                           |                           |                           |                                                |                                  |
| 14                            | Le Fou et l'Assassin      | Fool's Assassin           | 2014                      | 29 octobre 2014           | 6 janvier 2016            | Intégrale 1 : 5 septembre 2018                 | Intégrale 1 : 25 août 2021       |
| 15                            | La Fille de l'assassin    | Fool's Assassin           | 2014                      | 11 mars 2015              | 13 avril 2016             | Intégrale 1 : 5 septembre 2018                 | Intégrale 1 : 25 août 2021       |
| 16                            | En quête de vengeance     | Fool's Quest              | 2015                      | 27 janvier 2016           | 8 mars 2017               | Intégrale 2 : 11 septembre 2019                | Intégrale 2 : 3 novembre 2021    |
| 17                            | Le Retour de l'assassin   | Fool's Quest              | 2015                      | 28 septembre 2016         | 3 janvier 2018            | Intégrale 2 : 11 septembre 2019                | Intégrale 2 : 3 novembre 2021    |
| 18                            | Sur les rives de l'Art    | Assassin's Fate           | 2017                      | 25 octobre 2017           | 2 janvier 2019            | Intégrale 3 : 16 septembre 2020                | Intégrale 3 : 5 janvier 2022     |
| 19                            | Le Destin de l'assassin   | Assassin's Fate           | 2017                      | 21 mars 2018              | 1er mai 2019              | Intégrale 3 : 16 septembre 2020                | Intégrale 3 : 5 janvier 2022     |

### Nouvelles
- L'Héritage, 2012 ((en) The Inheritance, 2000)Parue dans le recueil de nouvelles L'Héritage et autres nouvelles, Pygmalion, 2012
- Retour au pays, Pygmalion, 2007 ((en) Homecoming, 2003)
- (en) Words Like Coins, 2009Parue dans l'anthologie A Fantasy Medley, éditée par Yanni Kuznia
- (en) Blue Boots, 2010Parue dans l'anthologie Songs of Love and Death, éditée par Gardner R. Dozois et George R. R. Martin
- Viande pour chat, 2012 ((en) Cat's Meat, 2011)Parue dans le recueil de nouvelles L'Héritage et autres nouvelles, Pygmalion, 2012
- Le Prince bâtard, Pygmalion, 2013 ((en) The Willful Princess and the Piebald Prince, 2013)
- L'Épée de son père, 2019 ((en) Her Father's Sword, 2018)Parue dans l'anthologie Épées et Magie, éditée par Gardner R. Dozois, Pygmalion, 2019

## Personnages

### La lignée des Loinvoyant
La légende des Six-Duchés veut que le nom que porte un membre de la famille royale soit représentatif de sa personnalité.
Les Loinvoyant sont les descendants d'Outrîliens qui, lassés du pillage, se sont installés sur un territoire qui deviendra plus tard leur royaume : les Six-Duchés. Dirigeant d'abord la côte, ils ont ensuite annexé les deux duchés de l'Intérieur.
Les Loinvoyant ont une prédisposition pour la magie de l'Art ; l'Art est ainsi souvent qualifié de Magie royale. Mais le roi Bonté a fortement restreint l'étude et l'emploi de l'Art. Il n'a pas de clans d'artiseurs comme ses ancêtres : faute de transmissions, beaucoup de connaissances sur cette magie ont été perdues et son effet est dénigré par les habitants des Six-Duchés.

#### FitzChevalerie
Fitz est le personnage principal de la série et le narrateur, à l'exception du dernier cycle dans lequel il partage ce rôle avec Abeille.
Il est un bâtard, le fils illégitime du roi-servant Chevalerie. Il a été conçu lors d'un voyage diplomatique de Chevalerie, qui n'avait alors que vingt ans, avec une femme des Montagnes. Il fut élevé jusqu'à ses six ans par sa mère et son grand-père maternel jusqu'au jour où celui-ci en eu assez de nourrir l'enfant et l'amena à Œil-de-Lune, un poste frontière avec les Six-Duchés, afin que son père prenne connaissance de son existence et prenne en main l'avenir de l'enfant.
Fitz est le diminutif de son nom complet, donné par Vérité, FitzChevalerie Loinvoyant. Ramené par Vérité à Castelcerf, Fitz est confié à Burrich, maître des écuries du château et ancien homme-lige de Chevalerie. Chevalerie, tant pour le protéger que par respect pour Dame Patience, son épouse stérile, abdique, quitte Castelcerf et s'exile à Flétribois. Sans souvenir de son nom, l'enfant se nomme lui-même Fitz après avoir été appelé ainsi par Burrich. Le mot « Fitz », qui signifie « bâtard d'ascendance royale » souligne son statut de fils illégitime.
Fitz a des capacités dans l'Art (magie royale, magie des hommes) et le Vif (magie de réputation sinistre, magie des bêtes pour ses détracteurs, « lignage » pour désigner leur confrérie par ses pratiquants). Il s'est lié par le Vif successivement à deux chiens puis avec un loup gris, Œil-de-Nuit, avec qui le lien a été le plus long, le plus profond et le plus intense. Ce dernier suivra Fitz partout sans jamais comprendre totalement les humains. Fidèle et robuste, il lui sauve la vie à plusieurs reprises. Notamment la fois où l'esprit de Fitz se réfugiera dans le corps de son loup pour échapper à la mort, ce qui lui laissera des séquelles. De fait, le lien entre Fitz et Œil-de-Nuit est plus profond que les liens ordinaires entre un animal et un membre du lignage.
FitzChevalerie peut également compter sur la profonde amitié du Fou, un personnage peu ordinaire, descendant d'une lignée d'êtres appelés les Blancs, qui est lié à son destin. Au cours de l'histoire, il développe un lien qui va plus loin que l'amitié et plus fort que l'amour. Il parle de FitzChevalerie comme de son catalyseur dont il va se servir pour modifier la trajectoire du monde. Il passe son temps à le mettre dans des situations périlleuses et à l'empêcher d'être assassiné.
Surnommé le Bâtard-au-Vif, FitzChevalerie devient un personnage de légende parmi les habitants des Six-Duchés. Pour certains, il n'est qu'un régicide, un assassin, un objet de haine, parce qu'il a le Vif, pour d'autres, les vifiers, il est un héros, une figure de ralliement. Certains essayent d'utiliser sa notoriété pour assouvir leur soif personnelle de pouvoir.
Donné pour mort dans les geôles de Royal, il se fait oublier pendant des années après l'« Épuration de Cerf », et se fait désormais appeler Tom (en souvenir du nom que lui donnait Patience) Blaireau (à cause de la mèche blanche que lui vaut une vieille blessure).
Son vrai nom, qu'il a oublié, est Keppet, nom montagnard. Il le retrouve lorsque les souvenirs et les sentiments qu'il avait déversés dans la Fille-au-dragon lui sont rendus.

#### Subtil
Subtil est le roi des Six-Duchés au début de la série.
Il est le père de trois fils : Chevalerie, Vérité et Royal. Les deux premiers sont issus d'un premier mariage avec Constance. À la mort de sa femme, Subtil se remarie avec Désir Montebien, une femme ambitieuse, qui donne naissance à Royal. Royal sera son fils préféré. Conscient qu'il aimerait évincer ses frères, il s'efforce avec diplomatie de contrecarrer ses ambitions.
Ce vieillard lucide et intelligent s'assure la loyauté de Fitz (son petit-fils) lorsque celui-ci a dix ans, mais, rongé par une maladie douloureuse, il perd progressivement ses capacités physiques. Il se droguera jusqu'à sa mort, afin de contenir la douleur et garder une certaine conscience de ce qui se passe au château. Progressivement isolé par Royal, il meurt encadré du fou et de Fitz qui l'aide à joindre par l'Art une dernière fois son fils Vérité. Fitz découvre alors que la dégradation de santé du roi est imputable à Sereine et Justin (deux artiseurs à la solde de Royal), qui ont aspiré progressivement l'énergie vitale du roi via l'Art. Il les tue dans un accès de rage, ce qui permet à Royal de le faire arrêter, torturer et condamner à mort pour pratique du Vif.

#### Chevalerie
Fils aîné de Subtil, fidèle à son nom et habile négociateur, il était généralement aimé du peuple. Très proche de son cadet, Vérité, il communiquait avec lui par l'Art, en particulier pour prendre discrètement des nouvelles de son fils, qu'ils appellent « Tom, le petit chat de Burrich ».
Roi-servant depuis l'âge de seize ans, Chevalerie renonce au trône dès qu'est annoncée la découverte de son fils bâtard, FitzChevalerie. Son abdication a pour but de protéger Fitz des intrigues de la Cour mais surtout d'un éventuel assassinat. Il quitte Castelcerf avec Patience sa femme et s'exile à Flétribois dans le domaine familial de Patience, un petit fief assez riche mais sans grande importance. Il y passa les dernières années de sa vie. Il mourut officiellement d'une chute accidentelle de cheval mais les circonstances réelles de sa mort resteront inexpliquées, bien que beaucoup soupçonnent un meurtre…

#### Patience
Dame Patience n'est que de petite noblesse. Chevalerie fut séduit par son caractère fantasque et primesautier, lui fit une cour pressante et ils ont fait un mariage d'amour. Elle est blessée en apprenant l'existence d'un bâtard, qui souligne sa stérilité. Mais, lorsqu'elle revient à Castelcerf après la mort de son époux, elle décide de s'occuper de l'éducation de son enfant (qu'elle appelle Tom), le considérant comme son fils. Malgré la réticence et l'animosité de Royal, elle obtient du roi Subtil qu'il ait accès à une éducation princière et soit initié à l'Art.
Lorsqu'elle avait seize ans, elle était amoureuse de Burrich. Mais ce dernier la quitta car « un cheval ne peut avoir deux selles » (à savoir servir Chevalerie et se donner totalement dans sa relation avec elle), ce qu'elle ne lui pardonna jamais vraiment.
Patience ignorait que Burrich était l'homme-lige de Chevalerie, et Chevalerie ne sut jamais qu'ils s'étaient aimés dans le passé.
Elle n'aime pas les mondanités mais apprécie particulièrement les plantes, dont elle a une bonne connaissance, ce qui lui permet de se rapprocher de la nouvelle reine Kettricken. Elle possède, sous des manières excentriques et fort peu aristocratiques, une grande force de caractère. Elle prend le risque de visiter Fitz lorsqu'il est emprisonné et obtient le droit de l'enterrer intact, mais elle ignorera longtemps que Burrich et Umbre l'ont arraché à la mort.
Lorsque Royal abandonne le château de Castelcerf pour se réfugier à l'intérieur des terres, à Gué-de-Négoce en Bauge, elle se révèle parfaitement capable d'administrer un duché en temps de crise : femme-leader, elle récupère toute l'autorité morale du commandement des forces restées pour défendre le château, ne laissant au seigneur Brillant, cousin de Royal, que le commandement nominal. C'est à elle que sont apportés les rapports, c'est elle qui décide de la défense et paye une partie des soldats avec ses richesses personnelles.
Après l'« Épuration de Cerf » et la mort de Royal, elle va gérer Bauge et vivre à Gué-de-Négoce où elle transforme le sinistre Cirque du Roi en jardin botanique.
Brodette, sa dame de compagnie, bien qu'en arrière-plan, est très efficace : habile à toutes tâches, notamment avec un jeu d'aiguilles, elle est garde du corps au besoin, et s'assure que les excentricités de sa dame soient bénignes.

#### Vérité
Fils de Subtil et de sa première femme, Constance, il devient roi-servant quand son frère aîné Chevalerie renonce à la succession au trône. Il n'a pas été éduqué pour être roi et n'a pas les dons de négociateur de son aîné, mais droit et honnête, il est prêt à tout pour servir et protéger son peuple. Il utilise l'Art, dont il est amplement doué, pour maintenir les pirates outrîliens à distance, mais il ignore que le clan d'Art de Galen chargé de l'aider le trahit au profit de Royal. Il soutient son neveu Fitz de son mieux. Il épouse Kettricken, oblat du peuple des montagnes, afin de resserrer les liens entre les deux contrées. Ce qui au début n'était qu'un mariage politique devient un mariage d'amour qui ne peut s'épanouir véritablement, Vérité étant absorbé par sa lutte contre les Pirates rouges et consumé par l'Art.
Lorsque les Six-Duchés ne sont plus capables d'endiguer l'avance des Pirates rouges, Vérité décide d'aller chercher les Anciens qui ont, selon la tradition, promis de l'aide aux Six-Duchés. Pour ce faire, il entreprend une expédition de longue haleine à travers les montagnes, laissant Kettricken enceinte et le trône des Six-Duchés vulnérable face à l'ambition de Royal. Finalement rejoint par Kettricken, Fitz, le Fou, Astérie et Caudron partis à sa recherche, il se sacrifie pour son royaume en insufflant la vie à une gigantesque sculpture de dragon en pierre magique, dont l'éveil permet la victoire sur les Pirates rouges.

#### Kettricken
Fille de l'oblat du royaume des Montagnes, elle reste oblat de son peuple même après son mariage avec Vérité, au même titre que toute sa famille. À la différence des souverains des Six-Duchés, les oblats du royaume des Montagnes vivent très simplement. Entièrement dévoués à leur rôle, ils se considèrent comme étant au service de leur peuple. Choisie par Subtil et courtisée par Royal au nom de son frère, elle devient reine des Six-Duchés au couronnement de son mari ; un amour sincère nait entre Vérité et sa reine. Son titre lui est cependant contesté par Royal, qui n'hésite pas à déclarer que Vérité est mort au cours de sa quête des Anciens. Contrainte de fuir dans les Montagnes, elle donne naissance à un enfant mort-né (qu'elle prénomme Oblat), puis décide d'aller à la recherche de son époux - qu'elle sait vivant, et roi légitime - afin de faire revenir l'ordre dans les Six-Duchés.
Lors du deuxième cycle, elle est la reine des Six-Duchés et essaye tant bien que mal de maintenir la paix dans le royaume, en nouant des relations plus stables avec les Outrîliens (tant commerciales que diplomatiques) et en combattant fermement les préjugés de son peuple en ce qui concerne la magie du Vif auquel elle est sensible (son rapport avec Œil de nuit en est la preuve).

#### Devoir
Devoir est le fils de Kettricken et de Vérité. Il a été conçu peu avant que Vérité ne s'« infuse » dans son dragon, quand il prit possession du corps de Fitz pour s'unir une dernière fois avec sa femme. Produit d'une double culture, montagnarde et des Six-Duchés, il est prêt au sacrifice grâce à l'éducation de sa mère. Né au milieu des intrigues de la cour, il y est habitué. Comme Fitz, son père biologique, il est doué de l'Art et du Vif. Ce dernier fait est gardé secret, mais certains Pie le savent et tentent d'utiliser cette information à leur profit. Pour le bien de son royaume, Devoir est marié à une princesse outrilienne (Elliania Ondenoire).

#### Royal
Fils du roi Subtil et la reine Désir, Royal est le demi-frère de Chevalerie et Vérité par son père et le demi-frère de Galen par sa mère.
Étant issu du second mariage du roi, il est donc plus jeune que ses deux demi-frères Chevalerie et Vérité. Mais sa mère est ambitieuse : étant de plus haute naissance que la première épouse du roi, elle choisit de l'appeler Royal, car elle estime que son fils est prioritaire pour accéder au trône. De ce fait, il fera tout pour y accéder. Ses frères et son neveu constituant des obstacles à ses ambitions, il n'a de cesse de les écarter de la succession. Fourbe, cruel et dangereux, c'est l'ennemi juré de Fitz. Il utilise aussi le clan d'Art de Galen à ses fins personnelles.

#### Umbre Tombétoile
Dans le premier cycle, il est le fidèle conseiller secret du roi Subtil qui l'emploie comme assassin. Il assure aussi le rôle de chef des services de renseignement et d'espion, ainsi que formateur dans ces domaines. C'est lui qui est chargé par Subtil de former Fitz, pour lequel les deux hommes éprouvent une réelle affection. Très discret et encore plus mystérieux, il mène aussi des expériences chimiques comme celles sur la poudre à canon. Totalement dévoué à son souverain, conseiller de la Couronne, il est très compétent dans ces domaines.
Son visage grêlé de cicatrices (à la suite d'une expérience ratée dans sa jeunesse et à diverses maladies infantiles) rappelle physiquement « le Grêlé » un personnage mythologique maudit par le dieu de la mer El, et qui est devenu la personnification du malheur, de la mort et de la souffrance. Demi-frère aîné de Subtil, il est « né du mauvais côté des draps » (bâtard, comme Fitz), ce qui l'a privé à la fois de la couronne et d'une formation à l'Art (les bâtards n'y ayant normalement pas accès). C'est pourquoi il insistera fortement auprès de Subtil pour que Fitz soit formé à la magie royale. Sa méconnaissance de l'Art est son grand échec, qui le mine constamment. Dès qu'il a l'occasion d'apprendre à se servir de l'Art, il n'hésite pas et se lance parfois de manière irraisonnée dans cette magie, en oubliant les précautions à prendre (voir ci-dessous : L'Art). Sous le règne de Subtil, il vivait caché dans les passages secrets et les pièces cachées de Castelcerf. Quand il devait sortir, il se dissimulait sous différentes identités, comme celle de Dame Thym, une très vieille femme acariâtre.
Lors du règne de Kettricken, il sort enfin de sa cachette sous le nom d'Umbre Tombétoile, Conseiller de la Reine, et profite pleinement de tous les avantages de la vie à la Cour. Ses cicatrices s’estompent grâce au soleil et au grand air, ce qui le rajeunit et lui fait le plus grand bien, moralement et physiquement. Ortie cependant le soupçonne d'utiliser l'Art pour se maintenir en forme. De plus, il se laisse facilement courtiser par de belles et jeunes femmes.
Il n'en oublie pas pour autant de gérer les affaires secrètes et les intrigues impliquant les Six-Duchés. Il en vient peu à peu à échanger ses connaissances avec Fitz, qui le forme finalement à l'Art et à qui il a enfin attribué le rôle informel de Compagnon. Il prend aussi la petite Romarin comme nouvelle apprentie assassin.
Dans le premier cycle il avait une belette qui s'appelait Rôdeur, et dans le deuxième cycle un furet appelé Girofle.

#### Prospère (Fortuné)
Il est le fils aîné de Devoir et d'Elliania, c'est donc le futur héritier du trône. Évoqué pour la première fois dans l'épilogue du dernier tome du deuxième cycle sous le nom de Fortuné, il est ensuite appelé Prospère dans les trois premiers volumes du troisième cycle puis il reprend le nom de Fortuné dans les trois derniers.

#### Intégrité
Il est le deuxième fils de Devoir et d'Elliania.

#### Arbre généalogique
Le maître d'Art Galen, demi-frère de Royal, n'apparaît pas car il n'est pas un Loinvoyant (il est un fils illégitime de la seconde femme du roi Subtil, la reine Désir).
Heur, personnage épisodique, est appelé également Cal dans certains tomes, variante de traduction de Mishap : « Heur » vient de « malheur » et « Cal » vient de « calamité ».

### Le Fou, Sire Doré, Bien-Aimé ou Ambre
Il s'agit du deuxième personnage le plus important des romans. Il dit s'appeler « Bien-Aimé » et être né de parents humains, il y a bien longtemps. Il semble vieillir très lentement et a eu dans son enfance des visions des futurs possibles. Il se présente comme le prophète blanc de cette génération, titre qui lui est contesté par une puissance cachée dans les îles d'Outremer. Il affirme que Fitz est son Catalyseur, la personne qui, en réalisant les prophéties qu'il a faites enfant, permettra de réorienter le monde vers une voie meilleure.
Bouffon officiel du roi Subtil, en réalité un ami et un conseiller extrêmement proche et fidèle, il aime profondément son souverain. Proche de Fitz qu'il reconnaît pour l'avoir vu en rêve comme un élément capital pour l'avenir des Six-Duchés, il tente d'aider par son grand savoir cet enfant perdu dans la cour des grands, mais d'une manière toujours indirecte ou détournée (il affectionne particulièrement de lui parler par énigmes). Il a, de plus, un don extraordinaire pour le travail manuel, surtout après avoir touché accidentellement les mains de Vérité imprégnées d'Art pur, ce qui lui laisse trois doigts partiellement recouverts de cette étrange substance argentée. Grâce à ce toucher d'Art, il peut tout connaître d'un objet ou d'une personne, simplement en la touchant. Il est d'autant plus sensible à leur nature, au grain d'un bois par exemple.
Personnage très complexe issu de terres situées très au sud de Castelcerf et inconnues des habitants des Six-Duchés, il semble posséder plusieurs identités, dont une féminine (Ambre), ce qui frustre beaucoup Fitz, qui doute parfois de connaître réellement son ami.
Le sexe du Fou est sujet à bien des spéculations, puisque dans Les Aventuriers de la mer il donne notamment des conseils à un personnage féminin pour l'aider à se faire passer pour un homme, astuces qui semblent être utilisées par le Fou dans les trois cycles, telles qu'une pudeur extrême (FitzChevalerie, son meilleur ami et, de son propre aveu, son grand amour, ne semble jamais l'avoir vu dévêtu : ainsi il couvre son torse d'un drap pour lui montrer son dos tatoué) et une propreté méticuleuse. Il tourne lui-même l'énigme en dérision en rétorquant lorsqu'on l'interroge : « Quand le fou pisse/C'est à quel angle selon vous ?/Si ses chausses glissent/Voit-on un tube ou bien un trou ? », sans jamais y répondre. Au début du deuxième cycle, il est fait mention de sa pomme d'Adam, ce qui ferait pencher la balance en faveur d'un homme : « Je rendis la couronne au fou. « Mets-là », dis-je à mi-voix. Je vis sa pomme d'Adam monter et descendre ». Mais, comme il le dit lui-même, il est certainement vain de chercher à l'identifier d'une quelconque manière : « Tu cherches un faux réconfort en exigeant de moi que je me définisse par des mots ». Néanmoins, dans le troisième cycle, le Fou, sous les traits d'Ambre, interrogé à propos de son enfance, évoque « des parents fermiers et une fille aînée ravie d'avoir enfin une petite sœur ».
Une autre identité, qu'il investit lorsqu'il réapparaît dans le deuxième cycle, est celle de Sire Doré, un jeune noble richissime et excentrique de Jamaillia, rapidement devenu populaire et influent à la Cour de Castelcerf, et dont le statut d'étranger justifie une vie extravertie aux mœurs originales. Comme le dit le Fou avec humour : « Que serait un noble sans un parfum de scandale ? ». Il a une réputation assez sulfureuse, surtout concernant son orientation sexuelle (il dit aimer Fitz, d'un amour auquel il n'impose aucune limite). Ces identités sont si différentes que Fitz ne reconnaît pas du tout le personnage qui faisait rire le roi Subtil lorsque le fou endosse l'identité de Sire Doré ou d'Ambre. Et pourtant, selon le Fou, Fitz est la personne qui le connait le mieux, affirmation plusieurs fois mises en doute par ce dernier.
Lorsque Fitz fait sa connaissance, son teint est pâle, presque albinos, mais lors de leurs retrouvailles, quinze ans après la fin de la quête du roi Vérité, il a une teinte ambrée. La dernière fois que Fitz le voit dans le deuxième cycle, au centre de l'île d'Aslevjal, sa peau est devenue brune et ses yeux d'une couleur noisette.
Selon lui, seul les vrais Prophètes blancs changent de couleur. Au début ils sont blancs, très pâles, avec du duvet plus que des cheveux. Chaque fois que se produit un événement qui change le destin prévu et ouvre de nouvelles perspectives d'avenir, leur peau devient plus sombre. Il émet cette hypothèse après avoir rencontré Prilkop sur l'île d'Aslevjal, connu sous le nom de l'Homme noir, un très vieux prophète blanc qui aurait participé à la conservation du dragon Glasfeu, et dont le teint est entièrement noir.
Dans le troisième cycle, le Fou dévoile qu'il est né en Mersenie.

### Autres personnages

#### Molly
Molly Chandelière, surnommée « Brise-Pif » dans sa jeunesse, est une amie d'enfance de Fitz. Elle a trois ans de plus que lui et ne le connaît que comme « le Nouveau », car il lui cache son ascendance et ses activités. Sa mère, morte jeune, lui a appris à s'occuper de ruches et à fabriquer bougies parfumées et chandelles. Son père est un ivrogne parfois violent. Indépendante et fière, elle se méfie des hommes et se débrouille très bien toute seule, mais lorsqu'il meurt, couvert de dettes, les créanciers lui prennent tout. Patience la fait engager comme chambrière lorsqu'elle vient naïvement à Castelcerf, faisant taire les rumeurs naissantes, et, avec Umbre, cherche à convaincre Fitz qu'il doit l'oublier, car il appartient au roi et ne peut l'épouser.
Elle s'est sentie trahie par Fitz, mais lui ne pense qu'à la reconquérir, rêvant d'elle dans sa jupe rouge. Comme son père a courtisé Patience, ce qui n'était ni « séant, ni raisonnable, ni judicieux », il refuse de renoncer à elle et leur relation se transforme au fil du temps en un amour fort et passionnel qui, à cause des activités secrètes de Fitz, dont elle ignore tout, connaît bien des détours. Elle n'accepte pas de le voir faire passer les intérêts des Loinvoyant avant elle, et lorsqu'elle est enceinte, elle se tourne vers Burrich, qui la cache, protège Ortie lorsqu'elle nait. Ils échappent de justesse aux sbires de Royal. Toutefois, Fitz ayant officiellement trouvé la mort dans les cachots de Royal, et même Burrich le croyant mort, Molly finit par accepter d'épouser ce dernier, auquel elle donnera six garçons : Chevalerie, Leste, Agile, Calme, Juste et Âtre.
Avant de mourir des suites de ses blessures sur Aslevjal, Burrich fait promettre à Fitz de s'occuper d'elle et des garçons. Tous deux se revoient à Castelcerf lors de la fête des Moissons qui suit la mort de Burrich, mais Fitz met plusieurs mois avant d'oser lui rendre visite « dans la maison de Burrich, avec les enfants de Burrich », et trois ans se passent avant qu'elle accepte de l'épouser et d'aller vivre à Flétribois,.
C'est là qu'elle meurt brutalement, une douzaine d'années plus tard, laissant un époux « sonné » et une étrange fillette de neuf ans, Abeille.

#### Burrich
Loyal compagnon et serviteur de Chevalerie, il est son homme-lige (personne qui sert aveuglément son roi-servant ou roi). Il a été rendu impénétrable à l'Art par ce dernier. Cet homme bourru au cœur tendre est le maître d'écurie chargé de veiller sur Fitz, qu'il considère comme son fils durant son enfance. Il lui apprend comment soigner les animaux mais ne supporte pas qu'il utilise son Vif comme Fitz l'entend. Loyal et honnête à l'extrême, il s'efforce de mettre en adéquation ses actes et ses idées. Cela dit, il est doué du Vif (c'est d'ailleurs le plus puissant Vifier que l'on rencontre dans la série, excepté peut-être Trame, dit le maître-de-vif) mais il fait tout pour le cacher (il fut d'ailleurs autrefois lié à trois animaux : Balafre, un corniaud, mort quand Burrich avait huit ans, puis Neko, un cheval de bataille, mort de la peste sanguine, juste avant l'enrôlement de Burrich au service du roi-servant Chevalerie Loinvoyant, et enfin Renarde, une chienne née dans ses écuries). Par les chiens de l'écurie il sera appelé « Cœur de la meute ».
Il prendra soin de Molly qu'il épousera, croyant Fitz mort, et aura avec elle six enfants, tous des garçons : Chevalerie, Leste et Agile (jumeaux), Calme, Juste et Âtre. Leste est doué du Vif et fut accueilli à la cour de la reine Kettricken en tant que page, à sa deuxième tentative, la première ayant été empêchée par l'intervention de Burrich. Calme est doué dans l´Art.

#### Ortie
Fille de Fitz et Molly, elle ignore longtemps son ascendance réelle. Douée dans l'Art, elle s'en sert instinctivement pour maîtriser ses rêves et ceux des autres en ignorant qu'elle pratique ainsi cette magie. Elle parle à Tintaglia et à Fitz dans ses rêves, le voyant sous la forme d'un homme-loup qu'elle appelle « Fantôme-de-Loup ». Elle est persuadée que Burrich est son père légitime. Fitz s'est évertué à empêcher Umbre de la faire déclarer bâtarde du roi Vérité Loinvoyant ou fille légitime de la reine Kettricken et du roi Vérité pour pallier le manque d'héritier potentiel à la couronne Loinvoyant dans le premier cycle.
Artiseuse puissante et au caractère bien trempé, elle devient, à la fin du deuxième cycle, Maîtresse d'Art du clan d'Art de Devoir.
Durant le troisième cycle, elle se marie avec Crible avec qui elle a une fille nommée Espérance.

#### Abeille
Durant le troisième cycle, Molly, âgée de cinquante ans, accouche après deux années de grossesse d'une fille toute petite. Le Fou croit qu'il est son père autant que Fitz, en raison du mélange de leurs essences lors de sa mort et de son retour à la vie dans Adieux et Retrouvailles. Extrêmement petite pour son âge, elle est généralement prise pour plus jeune qu'elle est en réalité et souvent confondue avec un  garçon. Elle a la peau pâle, les cheveux blancs et les yeux bleus. Elle a la capacité d'utiliser le Vif et l'Art et a le don de prophétie à travers ses rêves, à la manière du Fou.

#### Leste
Fils de Burrich et Molly, il est doué du Vif, d'où des « frictions » importantes avec son père (abandon du domicile familial) car Leste refuse de taire sa magie ; il en est au contraire fier. C'est lui qui tue le dragon Paincru d'une flèche à la pointe en bois-sorcier (offerte par Sire Doré) dans l’œil.

#### Guillot
Ce jeune homme formé à l'Art par Galen est l'un des adversaires d'Art le plus redoutable de Fitz. Puissant et totalement dévoué à Royal, il sert d'assassin à ce dernier et fait plusieurs tentatives pour éliminer le bâtard princier. Intelligent, fort et rusé, il représente pour Fitz une menace non négligeable. Il est plus proche de Royal que ses deux comparses Ronce et Carrod et assume le rôle de chef de clan (un clan unifié par la peur et non une union pure) et donc d'homme du roi, après la mort de Sereine et Justin. Il le protège lors de la tentative désespérée de Fitz lorsque ce dernier tente de faire ingérer de force à Royal un sachet de poison pendant son interrogatoire : c'est Guillot qui reçoit la poudre sur le visage, ce qui cause à l'Artiseur la perte d'un œil. Fitz ne se rendra compte des conséquences de son action désespérée sur son ennemi que lorsqu'il s'introduira dans le palais de Royal à Gué-de-Négoce où il sera piégé par Guillot. Cette infirmité gêne beaucoup Royal, car sa mère lui a inculqué un profond dégoût pour les diminués physiques ou mentaux. Guillot mourra dans le Jardin de pierre, à la suite du réveil des dragons, y perdant une jambe et mourant de l'hémorragie qui s'ensuit, abandonné par Royal mais veillé par Fitz.

#### Caudron
Membre repenti d'un très ancien clan dont elle a causé la disparition, elle rencontre Fitz sur la route de Jhaampe, lorsqu'il part à la recherche de Vérité et lui apprend à maîtriser l'appel d'Art en lui enseignant le « jeu des cailloux ». Elle aide Vérité à mener sa mission à terme, pour sauver les Six-Duchés, mais également pour se faire pardonner et se racheter de sa faute.
Dans sa jeunesse, Caudron s'appelle en réalité Crécerelle. Elle a une sœur jumelle, Mouette, avec qui elle partage tout. Elles sont inséparables.
Elles sont la fierté de leurs parents lorsqu'ils apprennent qu'elles ont toutes les deux l'Art et qu'elles vont être formées pour faire partie du clan de la reine de Castelcerf de cette époque-là (Fitz n'aura d'ailleurs jamais entendu parler du-dit souverain, Caudron ayant, grâce à l'Art, un âge très au-delà de la normale).
Malheureusement, elles tombent toutes deux amoureuses d'un autre membre de clan. Quand Crécerelle les découvre ensemble, ivre de jalousie, elle envoie à sa sœur une énorme poussée mentale d'Art qui tue cette dernière et endommage les capacités d'artiser du clan.
Pour la punir, en plus d'avoir été bannie du clan et de la ville, on lui brûle son Art.
Depuis ce jour elle se fait appeler Caudron et vit dans la culpabilité d'avoir tué sa sœur.

#### Lourd
Ce personnage étrange et légèrement difforme doit être atteint d'une trisomie. De plus, son esprit fonctionne différemment des autres (il vit dans un monde rempli de musique), ce qui fait que beaucoup le prennent pour un idiot. Lourd est peut-être le personnage qui possède le plus puissamment l'Art, mais sans avoir la possibilité de maîtriser des connaissances poussées, nécessaires pour utiliser correctement cette puissance. Il crée à partir des bruits de son environnement une musique, mais seules des paroles peu cohérentes sortent de sa bouche, d'où son rejet par les autres. On ne peut le brutaliser physiquement si on est sensible à l'Art, car Lourd l'utilise alors pour détourner ses ennemis de lui (par exemple en répétant le leitmotiv « ne me vois pas, ne me vois pas »). Fitz rencontrera beaucoup de difficultés avec lui, et aura parfois besoin de le contraindre par la force physique, notamment pour essayer de le faire monter dans un bateau.
Il est très gourmand et adore les sucreries. Ortie le voit aussi dans ses rêves sous forme d'un chaton qui a peur de l'eau. On a dans ce rêve une image de Lourd beaucoup plus sensible, attendrissante et touchante de ce personnage court sur pieds et maladroit.

#### La Femme pâle
Comme le fou, elle prétend être le prophète blanc de cette génération. Mais ses buts sont radicalement opposés à ceux du fou. Alors que ce dernier essaye de protéger la lignée des Loinvoyant, elle veut leur disparition. On apprend dans le deuxième cycle qu'elle était l'instigatrice des attaques des Pirates rouges lors de leur guerre contre les Six-Duchés et que malgré sa puissance déclinante, elle continue jusqu'à la fin à représenter une menace. Contrairement au Fou, elle garde une peau blanche jusqu'à la fin de sa vie, ce qui pourrait symboliser son incapacité à créer des changements dans le destin du monde.
Son catalyseur est Kebal Paincru, personnage qu'elle rend de plus en plus inhumain grâce aux Pierres d'Art qui « aspirent » la personnalité des personnes qui les touchent. Paincru, n'ayant à la fin de sa vie (presque) plus forme humaine et poussé à la folie, se retrouve enchaîné au dragon de pierre comme un animal sauvage et dangereux et mange ce qu'elle lui jette aux pieds, à savoir de la viande humaine crue. Elle sait en théorie, grâce aux manuscrits achetés à Royal, comment on donne vie à des dragons de pierre, mais ignore que ce sont des artéfacts monoblocs « remplis » volontairement par des clans d'artiseurs puissants et unis : les siens, composés de plusieurs blocs et nourris de force par les esprits torturés de « forgisés », avortent tous sauf un.
Après la défaite des Pirates rouges, elle se réfugie sur l'ile d'Asjeval dans un palais de glace construit par les Anciens, près du dragon emprisonné sous le glacier, Glasfeu. Elle essaie de le tuer en créant un passage dans la glace jusqu'à son cœur. Par ruse, elle lance contre lui l'expédition menée par le Prince Devoir et, lorsqu'il est libéré de sa gangue de glace, lui envoie son monstre de pierre pratiquement invulnérable, réveillé par l'absorption de Paincru.
On apprendra aussi que c'est elle qui a fait tatouer les dragons et serpents dans les dos du Fou et d'Elliania, les considérant comme des objets lui appartenant.
Le Fou dévoile dans le troisième cycle que le vrai nom de la Femme pâle est Ilistore.

#### Trame
Personnage tenant une place importante parmi les membres du Lignage, il décide de rester à Castelcerf quand la reine accepte de prendre à son service des personnes douées du Vif. Il est sage et essaye de transmettre son savoir. Il est lié à une mouette nommée Risque. Le respect que lui vouent les autres membres du Lignage est dû plus probablement à son comportement très ouvert, alors que les vifiers ont l'habitude de se cacher. Cette ouverture permettra de faire comprendre les bienfaits du Vif aux habitants des Six-Duchés, de réduire leur méfiance irraisonnée envers le Vif et leurs envies meurtrières.

#### Galen
Maître d'Art auto-proclamé, il est le demi-frère de Royal et fils de la reine Désir. Il forme le clan d'Art du Prince Vérité par la peur et les privations, tout en les mettant secrètement au service de son demi-frère. Il tente de tuer Fitz à plusieurs reprises, puis le Prince Vérité lors d'un contact d'Art qui lui coûtera finalement la vie.

#### L'Homme noir
C'est un très vieux prophète blanc dont le catalyseur est mort il y a bien longtemps. Il a été témoin du désespoir de Glasfeu après le cataclysme et a pour but de l'empêcher de mourir. Dans un premier temps, il aide la Femme pâle dans le glacier avant de comprendre ses réelles intentions. Il est considéré par les Outriliens comme l'entité gardienne du dragon Glasfeu et ceux-ci lui font des offrandes lorsqu'ils vont sur l'île, pensant que c'est grâce à elles que l'Homme noir ne les attaque pas.
Son vrai nom est Prilkop, et son lieu natal est le même que le Fou.

#### Astérie
Astérie est une ménestrelle et devient la ménestrelle attitrée de la reine Kettricken et accessoirement une messagère d'Umbre. Fitz la rencontre pour la première fois lors de son voyage pour retrouver Vérité dans les Montagnes. Ayant deviné sa vraie identité, elle décide de l'aider dans sa quête, y voyant la source d'une chanson qui pourra lui apporter gloire et notoriété.
On sait peu de choses de son passé, sinon que, quand son village a été attaqué par les Pirates rouges, sa famille a été massacrée et elle violée. Par la suite, craignant d'avoir un enfant, elle prend des herbes abortives, ce qui va la rendre stérile. Cette stérilité lui permet de prendre certaines libertés, et elle va donc fréquenter régulièrement Fitz lorsqu'il s'exile volontairement. Elle finit par épouser un duc, ce qui met fin à sa relation avec Fitz lorsque celui-ci l'apprend, et donne finalement naissance à un enfant.

#### Elliania Ondenoire
Elliania Ondenoire est une Narcheska outrilienne, devenue l'épouse du prince Devoir. Fitz la voit pour la première fois lors de son arrivée à Castelcerf pour officialiser ses fiançailles avec le prince afin d'établir une paix durable avec les outriliens. Elle est manipulée par la Femme pâle dans le but de tuer le dragon Glasfeu emprisonné dans la glace. Lors de son arrivée à Castelcerf, elle regarde avec beaucoup de condescendance le prince Devoir, mais ses sentiments changent au fur et à mesure qu'ils se connaissent mieux et que Devoir la prend au sérieux. Pour finir, ce sera elle qui exigera de se marier avec le prince. Elle possède dans son dos les mêmes étranges tatouages que le Fou, mais virulents et douloureux lorsqu'elle résiste à la Femme pâle. Elle a un fort caractère.

#### Péottre Ondenoire
Il est l'oncle maternel de Elliania Ondenoire mais également son garde du corps lorsqu'elle se rend à Castelcerf. Il ressent une très forte affection pour elle. La société outrilienne étant matriarcale, Péottre est par conséquent plus important pour Elliania que son propre père, Arkon Sangrépée.

#### Laurier
Laurier est la Grand'Veneuse de la reine Kettricken. Elle ne possède pas le Vif mais provient d'une famille de Vifiers, ce qui lui permet d'avoir une certaine connaissance de leurs coutumes et d'obtenir la sympathie de la reine. Elle va aider Fitz et le Fou lorsqu'ils devront secourir Devoir, kidnappé par les Pie. On apprend dans le troisième cycle qu'elle est décédée après avoir donné naissance à un fils dont le père n'est autre qu'Umbre Tombétoile.

#### Laudevin
Chef des Pie, il essaie d'utiliser Devoir pour redonner un corps et la puissance d'un prince à sa sœur jumelle décédée et ayant pris provisoirement possession du corps d'une marguette. Puis il tente de se venger et se fait tuer par Fitz.

#### Civil Brésinga
Civil Brésinga est un ami du prince Devoir possédant le Vif. C'est lui qui a offert la marguette à Devoir, mais il ignore les intentions de Laudevin et même la fugue de Devoir. Sa mère et lui sont l'objet d'un chantage des Pie qui menacent de révéler qu'ils ont le Vif. Lorsqu'il se rend compte du rôle qu'on lui a fait jouer, il est empli de remords et Devoir ne lui retire pas son amitié ; lorsque sa mère, poussée au désespoir par les exactions des Pie, se suicide, il veut attaquer Laudevin. Fitz lui sauve la vie, en tuant Laudevin et son cheval de Vif. Il devient le plus loyal ami de Devoir.

#### Les Autres
Ce sont des créatures « à moitié humaines » que Fitz et Devoir rencontrent par hasard en se déplaçant grâce à un pilier d'Art. Elles vivent sur une île « magique », l'île des Autres, et sont elles-mêmes puissamment douées d'Art. C'est le Fou qui révèle à Fitz ce que sont ces créatures : les Autres sont en fait des avortons de dragons. 
L'auteur présente ces monstruosités dans le cycle Les Aventuriers de la mer avec les vivenefs (bateaux en bois-sorcier doués d'intelligence). C'est sur cette île que les dragons venaient pondre. Des œufs sortent normalement des serpents qui, lorsque leur temps est venu, entreprennent leur migration vers les lieux de métamorphose sur les rives de la Pluie. Or, de certains éclosent ces êtres difformes et un peu trop humains, preuves d'une cohabitation un peu trop poussée entre dragons et Anciens, que les dragons considèrent comme une honte et rejettent.

### Les clans

#### Le clan de Galen
Il est composé d'Auguste, Sereine, Justin, Guillot, Ronce et Carrod. Ce clan est créé par Galen, avec pour objectif officiel de servir le prince Vérité, mais en réalité dévoué à Royal. Auguste est le premier à quitter le clan, à la fin du premier tome, son Art brûlé par Vérité, lors de la tentative d'assassinat de ce dernier par Galen. Par la suite, Justin et Sereine mourront lors de l'assassinat du roi Subtil, et Guillot, Ronce et Carrod deviendront le premier clan de Royal lorsque celui-ci prendra le pouvoir.

#### Les trois clans de Royal
Il est mentionné dans le premier cycle que Royal possède trois clans d'Art en cours de formation. Le nom des différents membres n'est jamais donné.

#### Le clan d'Art de Devoir
Il est initialement composé de Fitz, Umbre, Lourd et du fou. Ce dernier ne sera jamais membre à part entière car il ne possède aucun talent pour l'Art. Ortie les rejoint après le réveil de Glasfeu. Après l'Appel, le clan de Devoir est composé du noyau Ortie et Calme, son frère, Umbre ainsi que quatre artiseurs non nommés dans le livre. 8 autres artiseurs font partie du clan élargi mais possèdent un talent moindre. Lourd et Fitz prennent le statut Solitaires (artiseurs non-affiliés à un clan spécifique) au service de Devoir.

#### Le clan de Vif de Devoir
Devoir est le premier souverain Loinvoyant à disposer d'un clan de Vif. Ce clan est composé de Trame, Civil, Leste et du ménestrel Nielle. Ce clan va accompagner Devoir lors de sa quête pour tuer le dragon Glasfeu, afin de démontrer que le Vif n'est pas une magie néfaste, et afin d'aider Devoir dans sa quête. Trame va également en profiter pour apprendre les principes des Vifiers au prince Devoir et à Leste.

## Les magies

### L'Art
L'Art est la magie royale, celle des Loinvoyant, bien que certaines personnes non affiliées à la famille royale en soient douées (notamment dans la descendance de « mélanges ethniques »). Elle permet d'abord de communiquer par la force de l'esprit, des messages textuels simples entre membres ou vers des personnes ayant une certaine affinité avec cette magie, mais la puissance croissant avec l'utilisation, l'Artiseur (celui qui pratique cette magie) peut acquérir d'autres capacités, voyager à travers des colonnes de pierre noire (les piliers d'Art), blesser ou soigner physiquement (même des personnes « très abîmées »), influencer à distance des humains, allonger sa vie et bien d'autres choses encore… Les possibilités de cette magie sont gigantesques.
En tout temps, les rois Loinvoyant ont disposé de « Maîtres d'Art » (ou Maîtresses d'Art) qui formaient les candidats potentiels (dont les princes royaux) et aidaient leur roi en leur transmettant savoir, force… Ces artiseurs qui font le lien entre un monarque et un clan sont aussi appelés « homme du roi » ou « femme du roi ». Ainsi, certaines batailles ont été gagnées grâce aux clans d'artiseurs (voir le poème voué au clan de Feux-Croisés qui déifie des artiseurs physiquement dénaturés, clan qui se sacrifia pour la reine Bonté, lui permettant de gagner une bataille importante).
Subtil Loinvoyant choisit, sous l'influence de sa seconde femme, d'élever Galen (le demi-frère bâtard de Royal) au rang d'apprenti de Sollicité, sa maîtresse d'Art vieillissante. Mais à la mort de celle-ci, Galen se proclama nouveau Maître d'Art, décréta la formation des artiseurs (les princes Chevalerie et Vérité) terminée, cessa de rassembler et de former des artiseurs. De ce fait, les connaissances sur l'Art ont disparu peu avant le début de l'histoire. L'influence des actions de Galen est très visible durant toute la première partie. Nous apprenons à la fin que de nombreux traités sur l'Art sont retrouvés chez la Femme pâle qui a ainsi appris à maîtriser certains aspects de l'Art.
Les artiseurs forment des clans servant leur souverain, bien que certains travaillent seuls. L'Art est une magie formée d'un flux, dans le courant duquel l'utilisateur « s'immerge », comme dans une rivière. Toutefois, il peut être dangereux : l'Art est comme une drogue, qui dévore l'artiseur d'une « faim d'Art » en le poussant à artiser, même sans aucun but. Les artiseurs sont prévenus dès le début de leur formation des dangers de cette magie. L'attrait qu'elle exerce sur ses utilisateurs augmente proportionnellement à l'utilisation qu'ils en font, et cet attrait est plus puissant que tout, du moins pour les artiseurs peu expérimentés comme le sont tous les personnages du fait de la disparition des Maîtres d'Art. Les artiseurs sans grande expérience, trop faibles ou diminués par la fatigue ou les blessures peuvent être entraînés dans le courant d'Art, et leur esprit s'y noie alors, les transformant en idiots. La distance importe peu pour l'Art, deux artiseurs très éloignés peuvent communiquer comme s'ils étaient très proches, mais un contact physique facilite certaines opérations comme forcer un barrage mental d'Art, retrouver un artiseur perdu dans le courant de la magie ou tout simplement transmettre de l'énergie ou en prendre à un autre artiseur… De plus, le temps est décalé dans l'Art : les artiseurs peuvent avoir l'impression de passer des heures dans le courant d'Art alors qu'en fait, seules quelques secondes se sont écoulées. Au contraire, ils peuvent disparaître des mois, voire des décennies, et réapparaître tels qu'ils étaient à leur départ. L'acquisition de nouvelles compétences avec l'Art est innée ; l'artiseur a l'intuition qu'il peut le faire, et le fait!
Autrefois, des clans d'Art ont terminé leur vie en se dirigeant vers les Montagnes, à destination d'une carrière de pierres noires où ils ont sculpté des dragons de pierre en y mettant leurs sentiments, leurs souvenirs… jusqu'à disparaître dans la pierre en donnant vie au dragon. C'est un processus difficile et les échecs de clans trop ambitieux sont visibles au voisinage de la carrière. Ces dragons de pierre conservent dans un premier temps leurs souvenirs de vie humaine, mais le temps éloigne l'esprit des dragons de leur précédente humanité.
Le principe est simple : les artiseurs posent les mains sur la pierre, et en y envoyant, par le biais de l'Art, leur personnalité, ils en font progressivement sortir la forme du dragon. Le processus de façonnage des statues est donc comparable à des tailleurs de pierre, l'Art remplaçant les outils. C'est la faculté de matérialiser les pensées dans l'esprit d'un autre ou dans les matériaux qui permet au clan de façonner son dragon de pierre.
Cette quête de créer son propre dragon est assez difficile à réaliser seul. En effet, plus le dragon est grand, plus il faut du temps et de la magie pour le modeler. C'est pourquoi un clan entier est généralement nécessaire pour en réaliser un. La tentative de Vérité est donc à la limite du suicide car, à lui tout seul, il n'a pas assez d'Art pour le modeler et lui donner vie. Pour ce faire, l'artiseur « donne » un souvenir heureux au dragon, un moment de sa vie important ; il « coule » en lui ses souvenirs, puis, lorsqu'il ne reste plus rien de l'homme qu'a été l'artiseur et qu'il s'est vidé de tous ses souvenirs, son esprit aussi bien que son corps disparaissent dans le dragon pour de bon. Le dragon peut alors prendre vie pendant un certain temps, avant de finalement rejoindre les autres dragons qui dorment dans le jardin de pierre. Pour les réveiller par la suite, il faut une personne capable de canaliser l'Art mais aussi le Vif, accompagné d'un don de sang au dragon.

### Le Vif
Les Vifiers et Vifières, possesseurs du Vif revendiquant un emploi « sain » de cette magie, se font appeler les membres du Lignage. Le Vif est une magie qui permet de ressentir toutes les formes de vies animales aux alentours, de comprendre plus ou moins ce que veulent dire les animaux (même s'ils ont un esprit vraiment différent des humains), de comprendre les besoins des autres, de les « repousser » ou de les « attirer ». Cette magie permet aussi de se « lier » avec un animal précis, si celui-ci recherche aussi un partenaire. Ce lien leur permet de communiquer plus facilement, de discuter, voire d'utiliser les sens de l'autre quand c'est nécessaire.
Cette magie présente tout de même des défauts : par exemple, la durée de vie des animaux est rarement aussi longue que celle des humains et, le lien unissant un vifier et son animal étant un lien de partage très fort (pouvant aller jusqu'à l'échange des esprits), sa brisure est extrêmement douloureuse.
Le Vif est très mal perçu par les habitants des Six-Duchés depuis la mort du prince Pie, un prince Loinvoyant ayant eu le Vif. Les exactions attribuées à ce prince furent telles que longtemps après sa mort, la coutume est restée de pendre les vifiers puis de les découper, de les brûler et de jeter leurs cendres dans un cours d'eau. En effet, la mère du prince Pie aurait décidé de chevaucher un étalon de Vif, malgré les recommandations des palefreniers ; celui-ci aurait pris forme humaine puis l'aurait violée. De cette union serait né le prince Pie. La nouvelle Le Prince bâtard, prélude à L'Assassin royal, dévoile la vérité, qui est bien différente des légendes qui ont traversé le temps : le prince Pie était certes dépositaire de la magie du Vif, mais sa mère l'avait conçu avec un ancien esclave chalcédien, porteur du Vif ; il accéda au trône des Six-Duchés mais son cousin et successeur dans la lignée royale, Habile Loinvoyant, le tua puis démembra son corps et le brûla pour dissimuler son forfait. La légende était née.
Les habitants des Six-Duchés n'appartenant pas au Lignage y voient une forme de perversion et exterminent ceux qu'ils appellent les « vifiers », ce qui oblige les membres du Lignage à se cacher. Les rumeurs les plus folles courent sur les vifiers : on croit que cette magie permet de se changer en animaux, de se servir d'eux comme des outils ou des espions, qu'elle peut transformer un homme en animal. Cette magie est incomprise, même par des membres de familles du Lignage qui ne la possèdent pas.
Le Vif paraît totalement différent de l'Art, être même son antithèse exacte. Alors que l'Art sert des buts purement humains, les membres du Lignage ont de grandes affinités avec la nature sans toutefois nier leur statut d'humains. Néanmoins, il existe une certaine connexion entre les deux magies. À plusieurs reprises, Œil-de-Nuit emprunte un lien d'Art pour attaquer un artiseur menaçant Fitz en se servant du Vif. De même, Fitz envoie de l'énergie d'Art sous forme de Vif à au moins une occasion[réf. souhaitée]. À noter également que les dragons de pierre s'éveillent au contact de l'Art et du Vif réunis, en plus de sang.
Le Vif n'est pas vraiment l'antithèse de l'Art, il fonctionne sur un autre niveau. Il permet de sentir la trame de la vie, les liens qui unissent chaque être vivant, des plantes (surtout les vieux arbres) aux animaux. Quand un « vifier » arrive à l'âge adulte, il se met en quête d'un compagnon animal, c'est l'équivalent d'un mariage (en bien plus intime), c'est un accord mutuel et total, il n'y a pas de rapport de force. Le Vif ne donne aucun pouvoir sur rien, c'est une capacité accrue de certains sens. L'Art permet autre chose, il rend possible la télépathie, mais il donne aussi le pouvoir d'agir sur les choses, en particulier régénérer les corps et l'esprit humain.
Si un individu possède les deux magies, elles finiront forcément par interagir l'une avec l'autre car le porteur ne peut continuellement maintenir séparé son intellect de ses sentiments et ses instincts. Chez Fitz, elles sont complémentaires puisqu'à maintes reprises le Vif l'empêche de sombrer dans l'Art ou lui permet de se défendre grâce aux attaques de Vif par l'Art. D'ailleurs, on peut observer que les « forgisés » (ceux à qui les Outriliens ont enlevé toute substance spirituelle : même processus que pour créer un dragon de pierre mais sans consentement des participants) sont indétectables au Vif et inaccessibles par l'Art, ce qui tend à montrer que quand toute parcelle de vie et d'esprit et donc de Vif a disparu, même l'Art ne peut plus rien. On devine que les deux magies fonctionnent à partir d'une même énergie et ne sont donc pas contradictoires.

### La magie des haies
Cette magie regroupe en fait plusieurs variantes qui consistent en la lecture des lignes de la main et la fabrication d'amulettes accordées à leur porteur. Ces amulettes ont des propriétés magiques… quand ce n'est pas un charlatan qui les fait. On peut trouver toutes sortes d'amulettes, comme celles pour adoucir l'humeur de l'interlocuteur, une amulette pour assurer la stérilité de sa conceptrice désirant ne pas avoir d'enfant, faire pousser plus vite et mieux les légumes d'un potager ou encore pour repousser les prédateurs (ce type d'amulette est également efficace contre les Vifiers ayant pour compagnon de Vif un prédateur, comme Fitz).

### Les autres magies
Il existe d'autres types de magies évoquées lors des romans. La magie du feu, la magie de lecture du futur, celle qui permet de construire des bateaux intelligents, etc.
Umbre Tombétoile dispose du don de lire dans l'eau, ce qui lui permet de voir des évènements depuis ses appartements secrets.
Selon une théorie développée dans les livres, les différentes magies peuvent être représentées sur un cercle. Certaines sont proches et des personnes particulièrement habiles à l'utilisation d'une de ces magies peuvent apprendre des capacités dans les autres magies proches (la magie des haies et la lecture dans l'eau, par exemple). D'autres sont à l'opposé, d'où une haine entre leurs membres ; le Vif et l'Art sont l'exemple donné pour justifier la haine des Artiseurs envers les Vifiers, et inversement. Pourtant, on peut douter de cette opposition, étant donné que les utilisateurs de ces deux magies peuvent les employer simultanément, voire établir un pont entre elles: Œil-de-Nuit blesse Guillot par l'intermédiaire du lien d'Art que celui-ci a établi avec Fitz, et Fitz acquiert quelques connaissances en soignant son loup à l'aide de l'Art en passant par son lien de Vif.

## Adaptation en bandes dessinées
Une adaptation française du premier cycle sous forme de bande dessinée est publiée par les éditions Soleil Productions (scénario de Jean-Charles Gaudin pour les cinq premiers tomes puis de Jean-Luc Clerjeaud, dessins de Laurent Sieurac pour les deux premiers tomes et de Christophe Picaud pour les suivants).
Sont parues aux éditions Soleil dans la collection « Cherche Futurs » :
- L'Assassin royal, volume 1 : Le Bâtard - Date de sortie : 24 septembre 2008
- L'Assassin royal, volume 2 : L'Art - Date de sortie : 25 mars 2009
- L'Assassin royal, volume 3 : Kettricken - Date de sortie : 25 novembre 2009
- L'Assassin royal, volume 4 : Molly - Date de sortie : 22 septembre 2010
- L'Assassin royal, volume 5 : Complot - Date de sortie : 28 septembre 2011
- L'Assassin royal, volume 6 : Œil-de-Nuit - Date de sortie : 19 septembre 2012
- L'Assassin royal, volume 7 : Gué-de-négoce - Date de sortie : 30 octobre 2013
- L'Assassin royal, volume 8 : Astérie Chant-d'Oiseau - Date de sortie : 10 septembre 2014
- L'Assassin royal, volume 9 : Retrouvailles - Date de sortie : 23 septembre 2015
- L'Assassin royal, volume 10 : Vérité le dragon - Date de sortie : 7 septembre 2016

Les quatre premiers tomes ont été réunis dans une intégrale nommée L'Assassin royal - Intégrale 1 parue le 25 avril 2012.

Les trois tomes suivants ont été réunis dans une intégrale nommée L'Assassin royal - Intégrale 2 parue le 2 novembre 2016.

Les trois derniers tomes ont été réunis dans une intégrale nommée L'Assassin royal - Intégrale 3 parue le 14 mars 2018.
Un autre cycle écrit par Robin Hobb, Les Aventuriers de la mer, est également adapté par les éditions Soleil Productions.